# Kysset (opera)
 For alternative betydninger, se Kysset. (Se også artikler, som begynder med Kysset)
Kysset (Hubicka) er en opera i to akter af Bedřich Smetana til en libretto af Eliska Krásnohorská baseret på en roman af Karolina Svetla. Operaen blev uropført i Prag den 7. november 1876.

## Roller
| Rolle                           | Stemmetype  | Originalbesætning, 7. november 1876 (Dirigent: -) |
| ------------------------------- | ----------- | ------------------------------------------------- |
| Paloucký, en bonde              | Bassbaryton |                                                   |
| Vendulka, hans datter           | Soprano     |                                                   |
| Lukáš, en ung enkemand          | Tenor       |                                                   |
| Tomes, Lukáš' svoger            | Baryton     |                                                   |
| Martinka, Vendulkas gamle tante | Alt         |                                                   |
| Matouš, en gammel smugler       | Bas         |                                                   |
| Barče, en pige                  | Sopran      |                                                   |
| En grænsevagt                   | Tenor       |                                                   |

## Synopsis

### Første akt
Lukáš, en bonde, har altid været forelsket i Vendulka. Desværre for det unge par insisterede hans forældre på, at han giftede sig med en anden pige. Senere, da hans kone er død, og da de begge stadig er unge, ønsker Lukáš at bejle til Vendulka.
Paloucký, Vendulkas far, er modstander af forholdet: Han mener, at de, da både Lukáš og Vendulka er stædige væsener, ville udgøre et uforeneligt par. Vendulka er forfærdet over den holdning, så Paloucký trækker sin indsigelse, men han er stadig betænkelig.
Med venner og familie i kølvandet ankommer Lukáš til Palouckýs hjem for formelt at bekendtgøre sit ønske om at ægte Vendulka. Paloucký giver parret sin velsignelse omend med en tilbageholdenhed, der irriterer Lukáš. Den unge enkemand ønsker da at kysse Vendulka, men hun unddrager sig kysset; som forudsagt af Paloucký er parret allerede i opposition til hinanden. Kun en velvalgt drikkesang formår at stoppe yderligere fortrædeligheder.
Da Lukáš og Vendulka er alene, forsøger han at kysse hende igen, men igen afviser hun ham: Hun nægter at kysse ham, indtil de er gift. Da han insisterer, truer hun med at smide ham ud af huset. Han er opbragt og forlader hende.
Senere, efter at være faldet i søvn, vågner Vendulka ved lyden af en polka udenfor Palouckýs hjem. Det er Lukáš, der danser med og kysser landsbyens piger. Vendulka er både krænket og rasende og sværger at forlade hjemmet.

### Anden akt
I en skov i nærheden af den bøhmiske grænse ligger nogle smuglere og venter. Lukáš begræder sin tidligere opførsel og sørger over tabet af Vendulka. Tomes, Lukáš' svoger, beder ham undskylde: Han bemærker, at mens Vendulka hurtigt bliver vred, er hun også hurtig til at tilgive. Da de går, antyder smuglerne, at de har hørt dem, og de griner ad Lukáš' skæbne. De venter på at møde Vendulkas tante, Martinka, der gør forretninger med dem.
Martinka ankommer sammen med Vendulka, der er dybt ulykkelig. Martinka gør sit bedste for at overtale Vendulka til at vende hjem.
Næste morgen ankommer Lukáš til Martinkas hytte med sine venner og slægtninge. Han undskylder sin adfærd mod datteren overfor Paloucký og afventer, at Vendulka skal komme. Da hun ankommer er de begge lykkelige. Hun går hen imod ham, men han beder hende først om tilgivelse, før endelig kan kysse hinanden.

## Diskografi
- Pro Arte 3PAL-3005 (USA): Edward Hook, Eva Děpoltová, Leo Marian Vodička, Václav Zítek, Libuše Márová, Karel Hanus, Bozena Effenberková, Zdeněk Jankovský; Brno Janacek Opera Orchestra and Chorus; František Vajnar (dirigent) [1]

## Eksterne links
- Kommende opførelser